# 张良 (演员)
张良（1933年7月—），原名张庆铸，男，辽宁本溪人，中国影视演员、导演，一级导演，百花奖最佳男演员奖得主，2015年获得第30届金鸡奖颁发的终身成就奖。

## 生平
1948年以演员身份加入部队话剧团。1949年10月1日，成为中华人民共和国开国大典上军乐团最前排的鼓手。1955年，在电影《董存瑞》中扮演英雄董存瑞，令他在中国内地家喻户晓。
1957年反右运动中，电影《董存瑞》的导演郭维被打成右派。在党小组会上，张良作为党小组长带头交心说：“郭维同志在拍《董存瑞》时还教育我们，向董存瑞学习，为新中国而奋斗，怎么一下子就变成了阶级敌人？真是不可思议。会不会是在整风时给领导提意见言辞过激，不会真的反党吧？”由此，张良被称作是为右派翻案，《人民日报》发表了抗敌话剧团团长丁洪写的《一个青年演员的歧途》一文，批判张良。张良受留党察看两年，行政降一级的处分，被下放到中国人民解放军第38军当兵改造。
1962年6月，中共沈阳军区政治部机关委员会为张良在1957年反右运动中受到的处分进行甄别平反。1963年5月，凭借在电影《哥俩好》中同时饰演性格迥异的两兄弟，荣获第二届大众电影百花奖最佳男演员奖，受周恩来总理、陈毅副总理接见。其间，张良还先后参加了《三八线上》、《林海雪原》、《碧空雄师》、《家庭问题》、《打击侵略者》等电影的拍摄。
文化大革命中，张良以“漏网右派”的罪名遭到揪斗，被扫地出门，下放五七干校。在1968年清理阶级队伍中，张良因1957年的问题而被揪斗、立案审查。1969年6月30日，八一电影制片厂革命委员会决定，增定张良为右派分子，开除中国共产党党籍，由文艺九级降为十二级。张良由此成为中国最后一名右派分子。他被勒令复员回乡。
文化大革命结束后，张良转型为导演，第一部导演作品《梅花巾》获得第七届开罗国际电影节荣誉奖。1984年，《雅马哈鱼档》取得了商业成功，被誉为改革开放初期广东经济发展的“活广告”。

## 作品

### 导演
- 1980年《梅花巾》（同时担纲编剧）
- 1984年《雅马哈鱼档》
- 1985年《少年犯》（同时担纲编剧）
- 1987年《破烂王》（九集电视连续剧）
- 1987年《逃港者》
- 1988年《女人街》
- 1990年《特区打工妹》（同时担纲编剧）
- 1994年《白粉妹》（同时担纲编剧）

### 演员
- 1957年《董存瑞》
- 1959年《战上海》
- 1960年《林海雪原》
- 1960年《三八线上》
- 1963年《哥俩好》
- 1972年《斗鲨》
- 1979年《挺进中原》

## 荣誉
- 1956年第一届全国话剧会演：文化部优秀演员三等奖（《战斗力成长》）
- 1962年第二届大众电影百花奖：最佳男主角（《哥俩好》）
- 1983年第七届开罗国际电影节：荣誉奖（《梅花巾》）
- 1984年中国文化部优秀影片奖：二等奖（《雅马哈鱼档》）
- 1985年中国文化部优秀影片奖（《少年犯》）
- 1986年第九届大众电影百花奖：最佳影片（《少年犯》）
- 1990年中国广播电影电视部优秀影片奖（《特区打工妹》）
- 1990年广东省第四届鲁迅文艺奖（《特区打工妹》）
- 1994年第四届中国人口文化奖：一等奖（《白粉妹》）
- 2009年第十二届中国电影金凤凰奖：终身成就奖
- 2010年广东省首届文艺成就奖
- 2015年第30届金鸡奖终身成就奖